# Andreaea densifolia
Andreaea densifolia är en bladmossart som beskrevs av Mitten 1859. Andreaea densifolia ingår i släktet sotmossor, och familjen Andreaeaceae. Inga underarter finns listade i Catalogue of Life.